# Bob Avakian
Pour les articles homonymes, voir Avakian.
Bob Avakian (né à Washington le 7 mars 1943) est le président du Parti communiste révolutionnaire, États-Unis (RCP-USA), le principal groupe maoïste aux États-Unis.

## Biographie
Petit-fils d'immigrés arméniens, Avakian est né à Washington, DC, et a grandi à Berkeley en Californie. Il a étudié l'école secondaire et à l'Université de Berkeley. Son père, Spurgeon Avakian, est un avocat Arméno-Américain militant pour les droits civiques et juge dans le comté d'Alameda. 
Il s'est impliqué dans le Mouvement de liberté d'expression (Free Speech Movement) à Berkeley et dans le Black Panther Party. Avakian était au départ un des dirigeants de l'Union révolutionnaire (Revolutionary Union). En 1975, Avakian a fondé le Parti communiste révolutionnaire avec d'autres, parmi lesquels C. Clark Kissinger et Carl Dix, et en est devenu le président. Avakian suit, en tant que dirigeant et théoricien, une ligne maoïste « anti-révisionniste » de stricte obédience, et ses défenseurs mettent en avant sa « nouvelle synthèse » qui aurait dépassé les autres œuvres des théoriciens communistes précédents[réf. nécessaire].
En janvier 1979, Avakian et 79 autres militants et sympathisants du RCP sont arrêtés lors d'une manifestation contre la venue de Deng Xiaoping à la Maison blanche, et ont été condamnés à 241 ans de prison.  Avakian et les chefs du parti s'exilent, demandant l'asile politique en France, qui le leur accorde, et où ils s'installent. Après une campagne légale et politique de soutien aux condamnés menée par des sympathisants, ils sont autorisés à rentrer aux États-Unis en 1982. Avakian demeurera néanmoins de très nombreuses années en France.